# Homo rhodesiensis
Espèce
Homo rhodesiensis est une espèce éteinte du genre Homo, présente en Afrique durant le Pléistocène moyen, entre environ 700 000 et 300 000 ans avant le présent.
Peu de fossiles de cette espèce ont été découverts à ce jour, et son articulation phylogénétique avec Homo sapiens, qui lui succède en Afrique, demeure débattue.

## Historique
Homo rhodesiensis a été décrit en 1921 par Arthur Smith Woodward à partir du crâne fossile qu’un mineur suisse, Tom Zwiglaar, avait découvert peu avant dans une mine de fer et de zinc de Kabwe (autrefois appelée Broken Hill), en Zambie (autrefois appelée Rhodésie du Nord).

Outre le crâne, on a trouvé aussi la mâchoire supérieure d'un autre individu, ainsi qu’un sacrum, un tibia, et deux fragments de fémur. La relation des os entre eux n’est pas établie avec certitude, mais le tibia et les fossiles de fémur sont généralement associés au crâne.

Au moment de sa découverte, ce fossile a été appelé « Homme de Rhodésie », mais on parle aujourd'hui plutôt d'« Homme de Broken Hill » ou d'« Homme de Kabwe ».

## Morphologie
Par rapport aux autres espèces humaines connues du Pléistocène, le crâne d'Homo rhodesiensis présente une mosaïque de caractères archaïques et dérivés.
Parmi les caractères archaïques, on peut citer :
- une face massive ;
- des reliefs sus-orbitaires proéminents ;
- un os frontal étroit et fuyant ;
- une carène frontale ;
- un torus angularis à l'extrémité de la crête temporale.

Les caractères dérivés, qui rapprochent cette espèce d'Homo sapiens, sont notamment :
- un volume endocrânien assez élevé (environ 1 250 cm3 pour l'Homme de Bodo, et environ 1 230 cm3 pour l'Homme de Kabwe) ;
- des reliefs sus-orbitaires qui ne forment pas un torus continu ;
- une écaille temporale élevée et arrondie ;
- les proportions de l'écaille frontale ;
- la forme de la base du crâne.

## Datation
La datation des fossiles de l'Homme de Kabwe demeure très incertaine, en raison des circonstances de leur mise au jour, et de leur découverte à une époque où n'existaient pas de méthodes de datation fiables. Une étude publiée en 2020 dans la revue Nature conclut à un âge de 299 000 ± 25 000 ans soit une fourchette de 324 000 à 274 000 ans.
Les autres fossiles connus représentatifs d'Homo rhodesiensis s'échelonnent entre 300 000 et 700 000 ans.

## Position phylogénétique

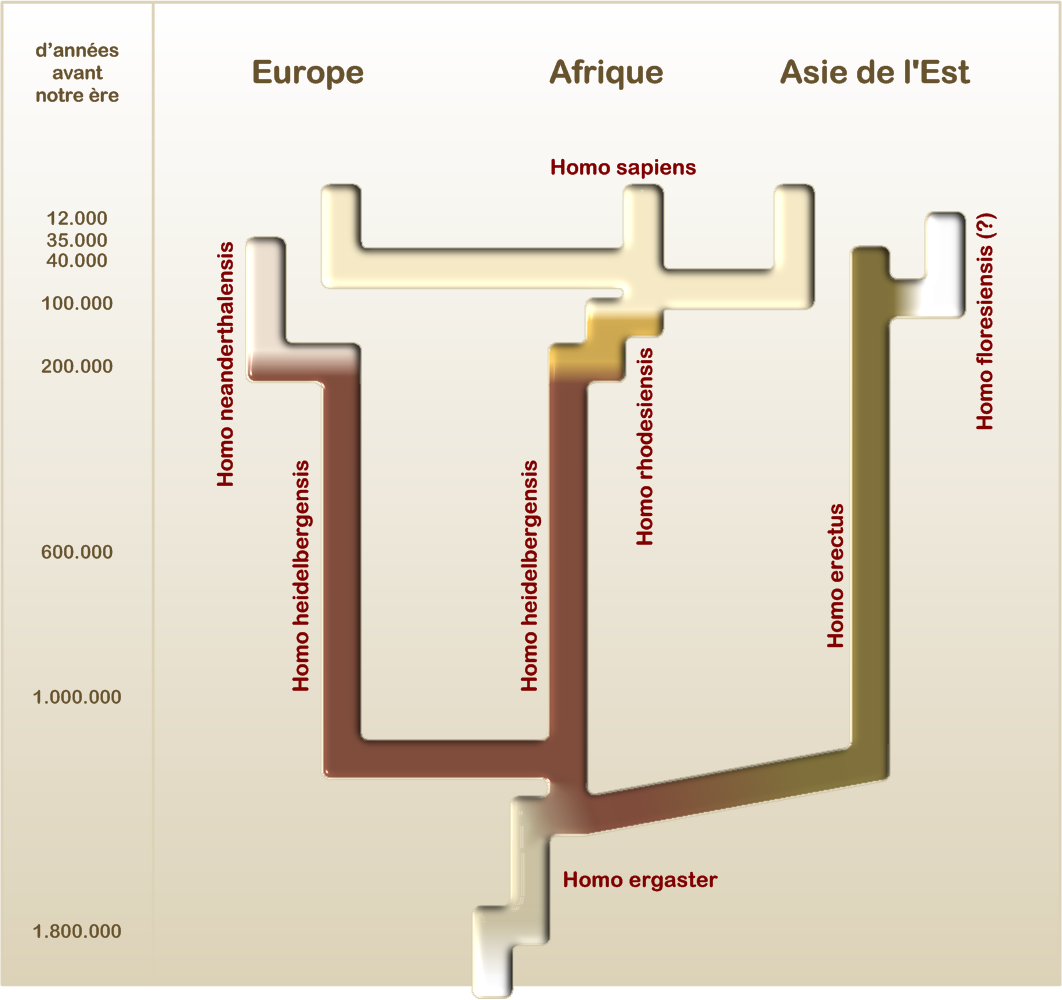
Arbre hypothétique des espèces humaines.

Depuis des années, des scientifiques comme Gustav von Koenigswald avaient proposé de classer les découvertes du Pléistocène moyen en Europe dans une lignée pré-néandertalienne, et les découvertes en Afrique dans une lignée pré-sapiens. Les fossiles africains les plus anciens de cette période ont de ce fait longtemps été dénommés Homo sapiens archaïques, avant d'être réattribués désormais généralement au taxon Homo rhodesiensis.
Pour Timothy White, Homo rhodesiensis se distingue d’Homo heidelbergensis comme ancêtre probable d’Homo sapiens en Afrique. Cependant, Jean-Jacques Hublin estime que l'Homme de Kabwe n'est pas un bon candidat pour représenter l'ascendance immédiate d’Homo sapiens, et que d'autres fossiles plus proches de notre espèce restent à découvrir. Le statut phylogénétique d’Homo rhodesiensis est donc encore largement débattu.
Il est néanmoins possible de présenter un arbre phylogénétique des espèces humaines récentes qui ne tranche pas la question de l'articulation exacte entre Homo rhodesiensis et Homo sapiens.
Phylogénie des espèces récentes du genre Homo, 
d'après Strait, Grine & Fleagle (2015),
et Meyer & al. (2016) :
|  | Homo heidelbergensis †                                                          |
|  |                                                                                 |
|  | \| \| Homo denisovensis † \| \| \| \| \| \| Homo neanderthalensis † \| \| \| \| |
|  |                                                                                 |
|  | Homo denisovensis †                                                             |
|  |                                                                                 |
|  | Homo neanderthalensis †                                                         |
|  |                                                                                 |

|  | Homo denisovensis †     |
|  |                         |
|  | Homo neanderthalensis † |
|  |                         |

|  | Homo rhodesiensis † |
|  |                     |
|  | Homo sapiens        |
|  |                     |

|  | Homo heidelbergensis †                                                          |
|  |                                                                                 |
|  | \| \| Homo denisovensis † \| \| \| \| \| \| Homo neanderthalensis † \| \| \| \| |
|  |                                                                                 |
|  | Homo denisovensis †                                                             |
|  |                                                                                 |
|  | Homo neanderthalensis †                                                         |
|  |                                                                                 |

|  | Homo denisovensis †     |
|  |                         |
|  | Homo neanderthalensis † |
|  |                         |

|  | Homo rhodesiensis † |
|  |                     |
|  | Homo sapiens        |
|  |                     |

|  | Homo heidelbergensis †                                                          |
|  |                                                                                 |
|  | \| \| Homo denisovensis † \| \| \| \| \| \| Homo neanderthalensis † \| \| \| \| |
|  |                                                                                 |
|  | Homo denisovensis †                                                             |
|  |                                                                                 |
|  | Homo neanderthalensis †                                                         |
|  |                                                                                 |

|  | Homo denisovensis †     |
|  |                         |
|  | Homo neanderthalensis † |
|  |                         |

|  | Homo rhodesiensis † |
|  |                     |
|  | Homo sapiens        |
|  |                     |

|  | Homo heidelbergensis †                                                          |
|  |                                                                                 |
|  | \| \| Homo denisovensis † \| \| \| \| \| \| Homo neanderthalensis † \| \| \| \| |
|  |                                                                                 |
|  | Homo denisovensis †                                                             |
|  |                                                                                 |
|  | Homo neanderthalensis †                                                         |
|  |                                                                                 |

|  | Homo denisovensis †     |
|  |                         |
|  | Homo neanderthalensis † |
|  |                         |

|  | Homo rhodesiensis † |
|  |                     |
|  | Homo sapiens        |
|  |                     |

|  | Homo heidelbergensis †                                                          |
|  |                                                                                 |
|  | \| \| Homo denisovensis † \| \| \| \| \| \| Homo neanderthalensis † \| \| \| \| |
|  |                                                                                 |
|  | Homo denisovensis †                                                             |
|  |                                                                                 |
|  | Homo neanderthalensis †                                                         |
|  |                                                                                 |

|  | Homo denisovensis †     |
|  |                         |
|  | Homo neanderthalensis † |
|  |                         |

|  | Homo rhodesiensis † |
|  |                     |
|  | Homo sapiens        |
|  |                     |

|  | Homo heidelbergensis †                                                          |
|  |                                                                                 |
|  | \| \| Homo denisovensis † \| \| \| \| \| \| Homo neanderthalensis † \| \| \| \| |
|  |                                                                                 |
|  | Homo denisovensis †                                                             |
|  |                                                                                 |
|  | Homo neanderthalensis †                                                         |
|  |                                                                                 |

|  | Homo denisovensis †     |
|  |                         |
|  | Homo neanderthalensis † |
|  |                         |

|  | Homo rhodesiensis † |
|  |                     |
|  | Homo sapiens        |
|  |                     |

|  | Homo heidelbergensis †                                                          |
|  |                                                                                 |
|  | \| \| Homo denisovensis † \| \| \| \| \| \| Homo neanderthalensis † \| \| \| \| |
|  |                                                                                 |
|  | Homo denisovensis †                                                             |
|  |                                                                                 |
|  | Homo neanderthalensis †                                                         |
|  |                                                                                 |

|  | Homo denisovensis †     |
|  |                         |
|  | Homo neanderthalensis † |
|  |                         |

|  | Homo rhodesiensis † |
|  |                     |
|  | Homo sapiens        |
|  |                     |

|  | Homo heidelbergensis †                                                          |
|  |                                                                                 |
|  | \| \| Homo denisovensis † \| \| \| \| \| \| Homo neanderthalensis † \| \| \| \| |
|  |                                                                                 |
|  | Homo denisovensis †                                                             |
|  |                                                                                 |
|  | Homo neanderthalensis †                                                         |
|  |                                                                                 |

|  | Homo denisovensis †     |
|  |                         |
|  | Homo neanderthalensis † |
|  |                         |

|  | Homo rhodesiensis † |
|  |                     |
|  | Homo sapiens        |
|  |                     |

## Principaux fossiles
Les fossiles qui suivent sont généralement attribués à l'espèce Homo rhodesiensis.

Il faut noter au préalable que les datations sont pour la plupart approximatives, et que les capacités crâniennes mentionnées ont été estimées sur la base de crânes le plus souvent fragmentaires.  
- Homme de Kabwe (Zambie) :
  - Découverte : 1921 par Tom Zwiglaar et un mineur africain anonyme
  - Description : 1921 par Arthur Smith Woodward
  - Fossiles : un crâne et quelques ossements post-crâniens
  - Capacité crânienne estimée : 1 230 cm3
  - Datation : entre -324 000 et -274 000 ans

- Homme de Saldanha (Afrique du Sud)[7] :
  - Découverte : 1953 par Keith Jolly et Ronald Singer
  - Description : 1954 par les mêmes
  - Fossile : une calotte crânienne
  - Datation : environ -600 000 ans

- Homme de Tighennif (Algérie) :
  - Découverte : 1954 par Camille Arambourg et Robert Hoffstetter
  - Fossiles : trois mandibules
  - Datation : environ -700 000 ans

- Homme de Salé (Maroc) :
  - Découverte : 1971 par Jean-Jacques Jaeger
  - Fossile : un crâne partiel
  - Capacité crânienne estimée : 940 cm3
  - Datation : environ -400 000 ans

- Homme de Ndutu (Tanzanie) :
  - Découverte : 1973 par A. A. Mturi
  - Fossile : un crâne partiel
  - Capacité crânienne estimée : 1 100 cm3
  - Datation : de -400 000 à -350 000 ans

- Homme de Bodo D'Ar (Éthiopie) :
  - Découverte : 1976 et 1981 par Alemayhew Asfaw et Charles Smart
  - Fossile : un crâne partiel
  - Capacité crânienne estimée : 1 250 cm3
  - Datation : environ -600 000 ans

## Structures découvertes
En 2019, des archéologues mettent au jour des rondins de bois vieux de 476 000 ans sur les rives des chutes de Kalambo qui ont été assemblés par des mains humaines. La structure de Kalambo est la plus ancienne connue à ce jour, remontant à une période bien avant l'apparition d'Homo sapiens. À cette époque, la région était habitée par Homo rhodesiensis.
Les archéologues ont utilisé la datation par luminescence pour estimer l'âge des rondins. Les analyses par tracéologie ont révélé que des outils avaient été utilisés pour tailler les morceaux de bois, formant ainsi une structure, probablement une partie d'une construction plus grande, peut-être un ponton.
Cette avancée technologique inattendue suggère que les humains de l'époque étaient capables de créer des structures complexes à partir du bois, ce qui change la perception de leurs compétences techniques. Le professeur Larry Barham, de l'université de Liverpool, a souligné l'importance de cette découverte, affirmant que ces ancêtres préhistoriques étaient capables d'utiliser leur intelligence, leur imagination et leurs compétences pour créer quelque chose de nouveau et de grand à partir du bois.